# ولاتشیتسه
ولاتشیتسه (به لاتین: Vlačice) یک منطقهٔ مسکونی در جمهوری چک است که در شهرستان کوتنا هورا واقع شده‌است.